# Châtignac
Châtignac település Franciaországban, Charente megyében. Lakosainak száma 166 fő (2022. január 1.). Châtignac Brie-sous-Chalais, Brossac, Passirac, Saint-Félix, Saint-Laurent-des-Combes és Sainte-Souline községekkel határos.

## Népesség
A település népessége az elmúlt években az alábbi módon változott:
| Lakosok száma | 191  | 158  | 143  | 202  | 187  | 183  | 176  | 172  | 172  | 166  |
|               | 1968 | 1982 | 1990 | 2006 | 2013 | 2015 | 2017 | 2019 | 2020 | 2022 |